# Чесма (село)
Чесма́ — село в России, административный центр Чесменского района Челябинской области. Село образует Чесменское сельское поселение и является единственным населённым пунктом на его территории.

## География
Село Чесма расположено в центре Чесменского района.
Расстояние Челябинск — Чесма по трассе составляет 214 км, а по прямой — 158 км.

## История
В 1842—1843 годах при заселении Новолинейного района был создан участок № 27, позже переименованный в посёлок Чесми́нский.
Название было дано (наряду с Берлином, Парижем, Лейпцигом, Варной, Фершампенуазом, Арсинским и другими сёлами Челябинской области) в память о победе российского флота: в 1770 году в Чесменской бухте Эгейского моря был разбит турецкий флот.

## Демография
| 1959  | 1970  | 1979  | 1989  | 2002  | 2010  | 2011  |
| ----- | ----- | ----- | ----- | ----- | ----- | ----- |
| 3315  | ↗4332 | ↗4984 | ↗5499 | ↗5831 | ↗6517 | ↘6507 |
| 2012  | 2013  | 2014  | 2015  | 2016  | 2017  | 2018  |
| ↘6465 | ↘6396 | ↗6405 | ↘6340 | ↘6313 | ↗6334 | ↗6348 |
| 2019  | 2020  | 2021  | 2023  |       |       |       |
| ↘6288 | ↗6310 | ↘6067 | ↘6045 |       |       |       |

По состоянию на 2006 год население села составляло 6000 человек.
По данным переписи населения 2010 года, в Чесме проживали 6517 человек.

## Экономика
Работает Чесменское мраморное месторождение. В основном экономика представлена лишь сельским хозяйством.